# Notopterophorus elatus
Notopterophorus elatus is een eenoogkreeftjessoort uit de familie van de Notodelphyidae. De wetenschappelijke naam van de soort is voor het eerst geldig gepubliceerd in 1882 door Giesbrecht.